# Premier League de Malta 2014-15
La Premier League de Malta 2014-15 ( Il-Kampjonat  en Maltés). es la 100.ª. temporada de la Premier League de Malta. La temporada comenzó el 16 de agosto de 2014 y terminará el 9 de mayo de 2015. Valletta Football Club es el campeón defensor.
los ascendidos de la Primera División de Malta 2013-14 son el Pietà Hotspurs (Campeón), Zebbug Rangers (Subampeon) ; en reemplazo de los descendidos Vittoriosa Stars, Rabat Ajax
El Hibernians se consagró campeón consiguiendo su 11° título de liga, cortando una sequía de 5 años.

## Sistema de competición
En la primera etapa, los doce equipos participantes jugaron entre sí todos contra todos dos veces totalizando 22 partidos cada uno, al término de la fecha 22, los doce clasificaron a la segunda ronda
En la segunda etapa los clubes mantienen los mismos datos, pero sus puntos son reducidos por la mitad, los doce clubes se volvieron a enfrentar entre sí, una vez, totalizando 33 partidos cada uno, al término, el primer clasificado se coronó campeón y clasificó a la segunda ronda de la Liga de Campeones 2015-16, mientras que el segundo y el tercer clasificado obtuvieron un cupo para la primera ronda de la Liga Europa 2015-16, por otro los dos últimos clasificados descendieron a la Segunda División de Malta 2015-16, mientras que el décimo disputó un play-off de permanencia contra el tercero de la Segunda División de Malta 2014-15
Un tercer cupo para la primera ronda de la Liga Europa 2015-16 fue asignado al campeón de la Copa de Malta.

## Ascensos y descensos
| Pos. | de Premier League de Malta 2013/14 |
| ---- | ---------------------------------- |
| 11.º | Vittoriosa Stars                   |
| 12.º | Rabat Ajax                         |

| Pos. | de Primera División de Malta 2013/14 |
| ---- | ------------------------------------ |
| 1.º  | Pietà Hotspurs FC                    |
| 2.º  | Zebbug Rangers FC                    |

## Clubes
| Equipo           | Ciudad     | Estadio                   | Capacidad |
| ---------------- | ---------- | ------------------------- | --------- |
| Balzan           | Ta' Qali   | Estadio Nacional Ta' Qali | 17.000    |
| Birkirkara       | Birkirkara | Infetti Ground            | 2.500     |
| Floriana         | Floriana   | Independence Ground       | 3.000     |
| Hibernians       | Paola      | Hibernians Ground         | 1.500     |
| Mosta            | Mosta      | Estadio Charles Abela     | 600       |
| Naxxar Lions     | Ta'Qali    | MFA Centenary Stadium     | 2.000     |
| Pietà Hotspurs   | Pietà      | Pietà Ground              | 1000      |
| Qormi            | Qormi      | Estadio Nacional Ta' Qali | 17.000    |
| Sliema Wanderers | Sliema     | Estadio Nacional Ta' Qali | 17.000    |
| Tarxien Rainbows | Tarxien    | Estadio Nacional Ta' Qali | 17.000    |
| Valleta          | La Valeta  | Estadio Nacional Ta' Qali | 17.000    |
| Zebbug Rangers   | Zebbug     | Zebbug Ground             | 1.000     |

Si bien varios equipos cuentan con estadio propio, los partidos más importantes de la liga que requieren un mayor aforo y medidas de seguridad adicionales se disputan en el Estadio Nacional Ta'Qali.

## Primera etapa

### Tabla de posiciones
| Pos. | Equipo           | Pts. | PJ | G  | E | P  | GF | GC | Dif. |
| ---- | ---------------- | ---- | -- | -- | - | -- | -- | -- | ---- |
| 1    | Hibernians       | 60   | 22 | 19 | 3 | 0  | 66 | 13 | +53  |
| 2    | Valletta         | 44   | 22 | 14 | 2 | 6  | 51 | 17 | +34  |
| 3    | Birkirkara       | 43   | 22 | 13 | 4 | 5  | 41 | 22 | +19  |
| 4    | Balzan           | 34   | 22 | 9  | 7 | 6  | 35 | 33 | +2   |
| 5    | Floriana         | 29   | 22 | 7  | 8 | 7  | 38 | 41 | −3   |
| 6    | Sliema Wanderers | 27   | 22 | 7  | 6 | 9  | 26 | 31 | −5   |
| 7    | Mosta            | 25   | 22 | 7  | 4 | 11 | 24 | 43 | −19  |
| 8    | Naxxar Lions     | 22   | 22 | 5  | 7 | 10 | 26 | 34 | −8   |
| 9    | Tarxien Rainbows | 21   | 22 | 4  | 9 | 9  | 22 | 38 | −16  |
| 10   | Pietà Hotspurs   | 21   | 22 | 5  | 6 | 11 | 19 | 36 | −17  |
| 11   | Qormi            | 18   | 22 | 4  | 6 | 12 | 22 | 38 | −16  |
| 12   | Zebbug Rangers   | 18   | 22 | 4  | 6 | 12 | 25 | 51 | −26  |

Actualizado a los partidos jugados el 8 de febrero de 2015.
 Fuente: Soccerway

### Tabla de resultados cruzados
| Local \ Visitante | BAL | BIR | FLO | HIB | MOS | NXX | PIE | QOR | SLI | TAR | VAL | ZEB |
| ----------------- | --- | --- | --- | --- | --- | --- | --- | --- | --- | --- | --- | --- |
| Balzan            | —   | 3–2 | 3–2 | 0–3 | 1–0 | 1–3 | 1–2 | 1–1 | 5–3 | 3–2 | 0–2 | 4–2 |
| Birkirkara        | 0–0 | —   | 1–2 | 1–1 | 2–0 | 1–0 | 2–1 | 2–0 | 1–0 | 2–1 | 1–1 | 3–1 |
| Floriana          | 1–1 | 1–2 | —   | 0–3 | 3–2 | 4–1 | 1–1 | 2–2 | 2–0 | 1–1 | 0–2 | 3–3 |
| Hibernians        | 4–0 | 1–0 | 5–0 | —   | 1–1 | 5–1 | 3–1 | 2–1 | 3–1 | 1–1 | 3–1 | 5–2 |
| Mosta             | 1–0 | 1–5 | 1–3 | 0–5 | —   | 1–2 | 3–1 | 3–1 | 1–2 | 2–1 | 1–0 | 2–0 |
| Naxxar Lions      | 1–1 | 1–3 | 1–1 | 0–2 | 1–1 | —   | 4–0 | 1–1 | 1–0 | 0–1 | 0–3 | 4–0 |
| Pietà Hotspurs    | 1–1 | 4–3 | 1–3 | 0–3 | 0–1 | 1–1 | —   | 0–0 | 0–2 | 0–0 | 0–3 | 1–0 |
| Qormi             | 1–2 | 0–2 | 4–2 | 0–6 | 4–0 | 1–0 | 0–1 | —   | 1–3 | 1–0 | 2–3 | 0–1 |
| Sliema Wanderers  | 0–0 | 1–1 | 1–1 | 1–2 | 4–1 | 0–0 | 2–1 | 0–0 | —   | 2–0 | 0–5 | 1–0 |
| Tarxien Rainbows  | 0–5 | 3–1 | 1–1 | 1–4 | 1–1 | 2–1 | 0–0 | 2–1 | 1–1 | —   | 0–6 | 1–2 |
| Valletta          | 1–2 | 0–2 | 4–1 | 1–2 | 5–0 | 2–0 | 1–2 | 4–0 | 3–1 | 0–0 | —   | 2–0 |
| Zebbug Rangers    | 1–1 | 0–4 | 1–4 | 0–4 | 1–1 | 3–3 | 2–1 | 1–1 | 2–1 | 3–3 | 0–2 | —   |

## Etapa Final

### Tabla de posiciones
| Pos. | Equipo           | Pts. | PJ | G  | E  | P  | GF | GC | Dif. | Clasificación 2015–16                         |
| ---- | ---------------- | ---- | -- | -- | -- | -- | -- | -- | ---- | --------------------------------------------- |
| 1    | Hibernians (C)   | 56   | 33 | 27 | 5  | 1  | 97 | 24 | +73  | Primera ronda de la Liga de Campeones         |
| 2    | Valletta         | 47   | 33 | 22 | 3  | 8  | 74 | 30 | +44  | Primera ronda de la Liga Europa               |
| 3    | Birkirkara       | 43   | 33 | 19 | 7  | 7  | 59 | 31 | +28  | Primera ronda de la Liga Europa               |
| 4    | Balzan           | 42   | 33 | 17 | 8  | 8  | 59 | 45 | +14  | Primera ronda de la Liga Europa               |
| 5    | Floriana         | 36   | 33 | 13 | 11 | 9  | 58 | 51 | +7   |                                               |
| 6    | Sliema Wanderers | 26   | 33 | 10 | 9  | 14 | 50 | 56 | −6   |                                               |
| 7    | Naxxar Lions     | 25   | 33 | 9  | 9  | 15 | 40 | 51 | −11  |                                               |
| 8    | Qormi            | 24   | 33 | 8  | 9  | 16 | 40 | 55 | −15  |                                               |
| 9    | Tarxien Rainbows | 23   | 33 | 8  | 9  | 16 | 35 | 60 | −25  |                                               |
| 10   | Mosta (O)        | 21   | 33 | 9  | 6  | 18 | 38 | 72 | −34  | Promoción por la permanencia                  |
| 11   | Pietà Hotspurs   | 16   | 33 | 6  | 8  | 19 | 30 | 58 | −28  | Desciende a Primera División de Malta 2015-16 |
| 12   | Zebbug Rangers   | 12   | 33 | 5  | 6  | 22 | 37 | 84 | −47  | Desciende a Primera División de Malta 2015-16 |

Actualizado a los partidos jugados el 9 de mayo de 2015.
 Fuente: Soccerway
Notas:
1. ↑  Birkirkara se clasifico a la Primera ronda de la Liga Europa 2015-16 tras ser campeón de la Copa de Malta, pero al encontrarse clasificado a la misma por su posición de liga, el cupo recae sobre el cuarto clasificado.

### Tabla de resultados cruzados
| Local \ Visitante | BAL | BIR | FLO | HIB | MOS | NXX | PIE | QOR | SLI | TAR | VAL | ZEB |
| ----------------- | --- | --- | --- | --- | --- | --- | --- | --- | --- | --- | --- | --- |
| Balzan            | —   | —   | 0–3 | —   | 1–1 | —   | —   | —   | —   | 3–2 | 0–1 | 4–1 |
| Birkirkara        | 0–1 | —   | —   | 0–0 | —   | 1–0 | 2–1 | 2–2 | 4–2 | —   | —   | —   |
| Floriana          | —   | 0–0 | —   | 1–3 | —   | 4–1 | 2–0 | 0–0 | 3–1 | —   | —   | —   |
| Hibernians        | 1–3 | —   | —   | —   | —   | 2–2 | 3–1 | 2–1 | 3–2 | —   | 3–1 | —   |
| Mosta             | —   | 0–3 | 2–2 | 0–5 | —   | 1–2 | —   | 1–3 | —   | —   | —   | —   |
| Naxxar Lions      | 1–2 | —   | —   | —   | —   | —   | —   | —   | 4–3 | 0–1 | 0–1 | 2–1 |
| Pietà Hotspurs    | 0–3 | —   | —   | —   | 2–3 | 0–0 | —   | —   | 1–1 | —   | 1–2 | 3–1 |
| Qormi             | 1–5 | —   | —   | —   | —   | 1–2 | 2–1 | —   | 0–0 | —   | 1–3 | —   |
| Sliema Wanderers  | 1–2 | —   | —   | —   | 5–1 |     | —   | —   | —   | 3–2 | 3–3 | 3–2 |
| Tarxien Rainbows  | —   | 0–2 | 1–2 | 0–2 | 2–1 | —   | 3–1 | 0–4 | —   | —   | —   |     |
| Valletta          | —   | 2–1 | 1–0 | —   | 3–1 | —   | —   | —   | —   | 4–0 | —   | 2–3 |
| Zebbug Rangers    | —   | 1–3 | 1–3 | 0–5 | 1–3 | —   | —   | 1–3 | —   | 0–2 | —   | —   |

## Play-Off de Relegación
Fue disputado en partidos de ida y vuelta entre el 10 Clasificado de la Tabla Acumulada y el tercero de la Primera División de Malta 2014/15. 

| 15 de mayo de 2015, 19:30 | Mosta                         | 2:0 (0:0) | Gzira United | Estadio Nacional Ta' Qali, Ta' Qali                        |                                                            |
|                           | - Fortune 88' - Roberts 90+3' | Reporte   |              | Asistencia: 1.023 espectadores Árbitro(s): Philip Farrugia | Asistencia: 1.023 espectadores Árbitro(s): Philip Farrugia |

| Mosta Mantiene la categoría |

## Máximos goleadores
Detalle con los máximos goleadores de la Premier League de Malta, de acuerdo con los datos oficiales de la Asociación de Fútbol de Malta.
- Datos según la página oficial de la competición (enlace roto disponible en Internet Archive; véase el historial, la primera versión y la última)..

| Jugador                | Equipo     | Goles |
| ---------------------- | ---------- | ----- |
| Edison Luis Dos Santos | Hibernians | 25    |
| Jorge Pereira da Silva | Hibernians | 25    |
| Bojan Kaljević         | Mosta      | 19    |
| Clayton Failla         | Hibernians | 16    |
| Matteo Picciolo        | Floriana   | 15    |